# Analhygiene

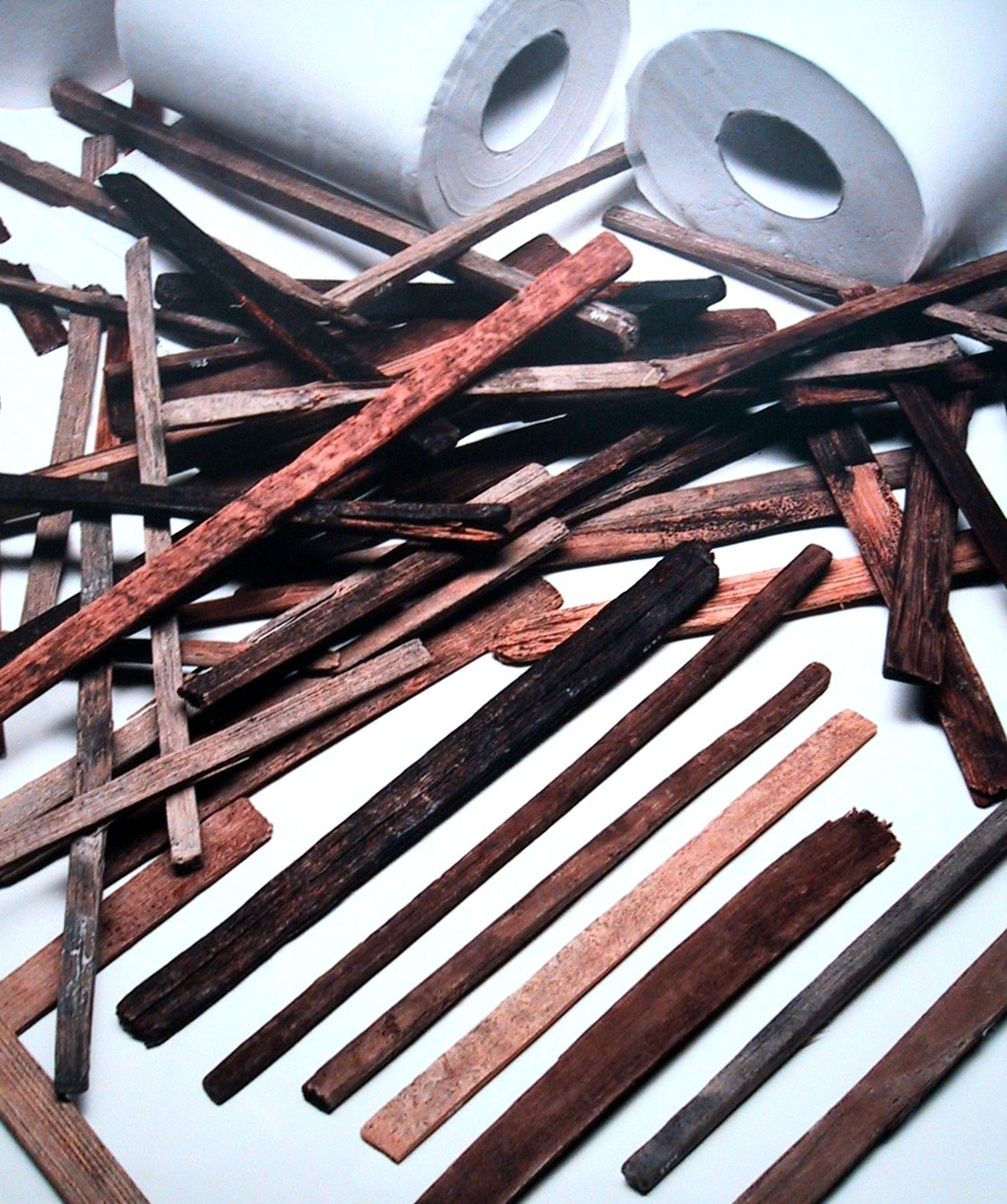
Hilfsmittel der Nara: Holzspatel zur Reinigung des Afters nach dem Stuhlgang in Ostasien. Dahinter: Zwei Rollen Toilettenpapier.

Unter Analhygiene versteht man die Vielzahl der Techniken zur Reinigung des menschlichen Anus nach dem Stuhlgang. Eine gründliche Analhygiene ist wichtig, um Krankheiten bzw. Hautbeschädigungen im Analbereich zu vermeiden. Eine insuffiziente Reinigung oder der (spätere) Austritt von Stuhlresten oder Stuhlwasser kann Brennen, Jucken oder Analekzeme begünstigen. In vielen Kulturen werden Stoffe zur Hilfe genommen, die in der entsprechenden Region leicht zu bekommen sind (Sand, Blätter etc.). In der westlichen Welt wird heute meist Toilettenpapier verwendet.

## Geschichte
Die Geschichte der Analhygiene reicht weit zurück. Schon früh erkannte der Mensch, dass die Reinigung des Afters auch gesundheitlich von Bedeutung ist.

### Bronze- und Eisenzeit

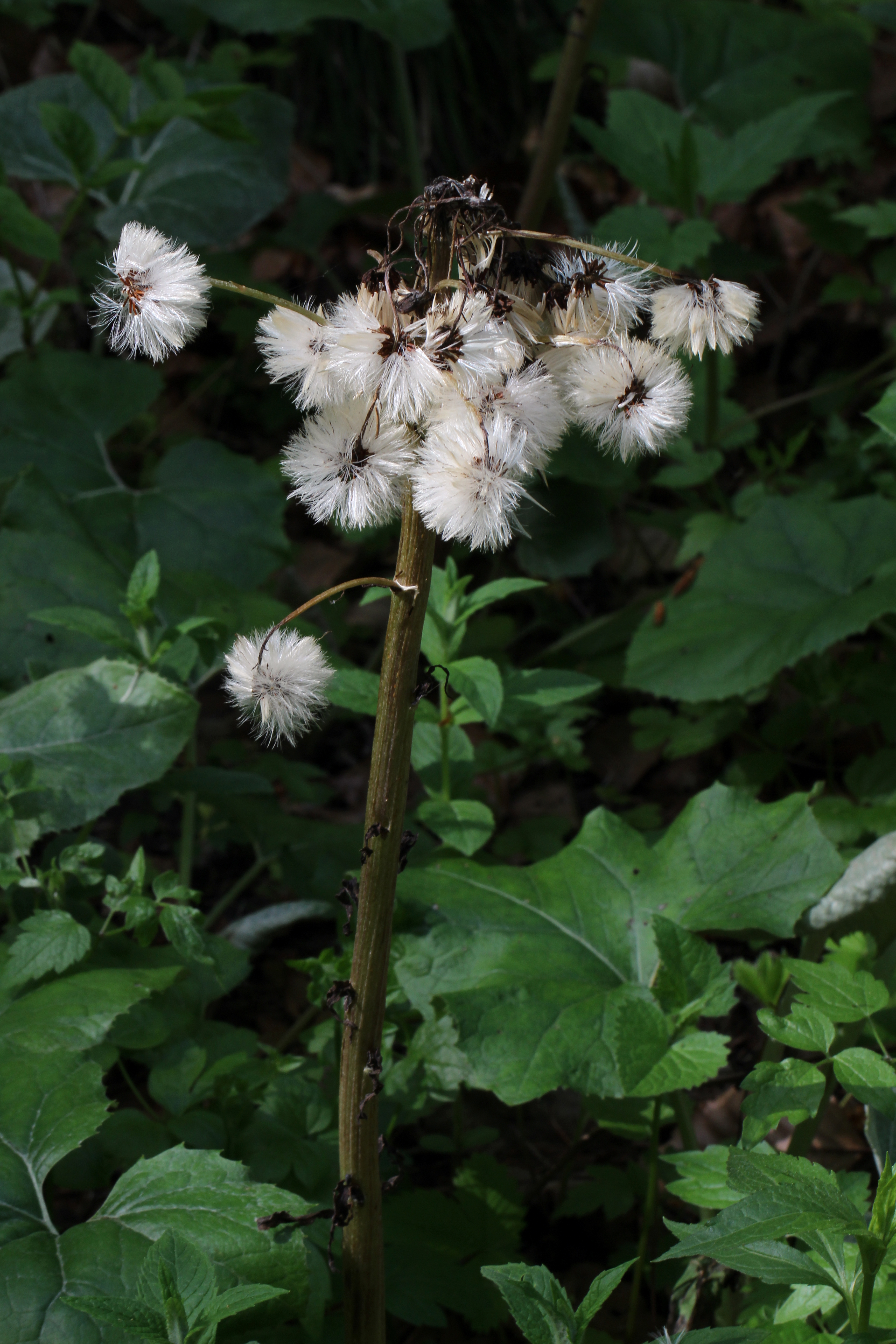
Pflanze des Alpen-Pestwurz (auch Arschwurzen), Petasites paradoxus

Archäologische Grabungsfunde (Befund) in einem der ältesten Salzbergwerke, am „Salzberg“ bei Hallstatt, belegen, dass die Blätter vermutlich einer Pestwurz-Art in der Bronzezeit bzw. Eisenzeit auch als Toilettenpapier verwendet wurden. Heute noch gibt es in Bayern die volkstümliche Bezeichnung Arschwurz für die Pflanze.

### Antike

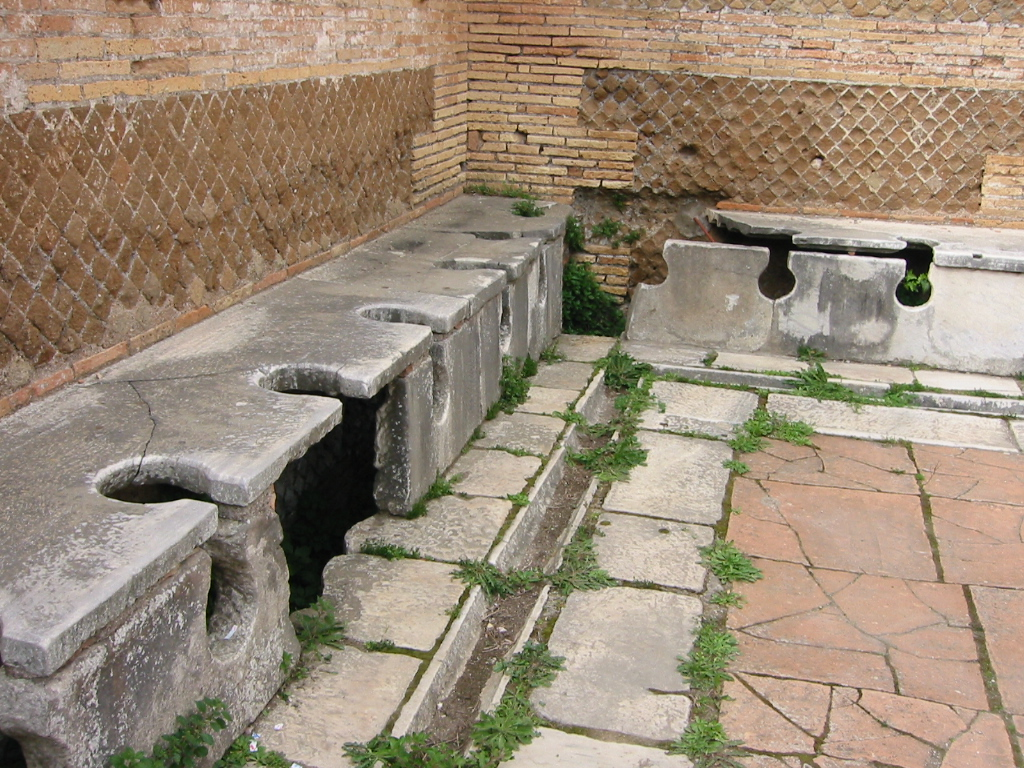
Antike öffentliche latrinae in Ostia Antica

Im antiken Griechenland und Kleinasien waren u. a. flache (Kiesel-)Steine im Gebrauch. Germanen bevorzugten Moos, Stroh und Laub. Römern standen in den öffentlichen Latrinen Reinigungsbürsten zur Verfügung. Diese bestanden aus einem mit einem Schwamm versehenen Stock (Xylospongium), der in einen mit Salz- oder Essigwasser gefüllten Eimer getaucht wurde. Leider ist bis dato nicht gänzlich geklärt, ob damit das Gesäß oder die Latrinen selbst gereinigt wurden. Zudem wurden kleine ovale bzw. runde Steine oder Keramikscherben, sogenannte „Pessoi“, zur Reinigung der Aftergegend verwendet. Das gemeine Volk Roms nutzte Naturutensilien wie Wasser, Gras, Stroh oder flache Steine zur Reinigung.

### Mittelalter
Im Mittelalter wurden unter anderem natürliche Materialien wie Moos, Stroh und Heu benutzt. Das Bürgertum griff auch zu „Werg“, einem Abfallprodukt der Hanf- und Flachsproduktion. Die Reichen sowie der Adel gönnten sich eingeweichte Lappen, Leinwandfetzen und Schafswolle. Bei archäologischen Grabungen im Burgstall Mole (Mulen) bei Heimbuchenthal fand man im Jahre 2008 im Bereich des Burggrabens unterhalb des ehemaligen Aborterkers organische Reste faustgroßer Moosballen, die als Toilettenpapier-Äquivalent dienten.
Neuzeit
Zudem gab es auch schon früh persönliche Materialvorlieben. Während der französische Kardinal Richelieu angeblich auf Hanf setzte, bevorzugte der französische Schriftsteller Paul Scarron Kleie. Generell galt, je reicher man war, desto edler waren die Reinigungsutensilien. So wurden in adeligen Kreisen sogar feinste, mit Spitzen besetzte Toilettentücher benutzt. Mit dem Aufkommen und der Verbreitung des Zeitungswesens im 18. Jahrhundert, setzte sich das bedruckte Papier auch zur Analreinigung durch. Im Jahr 1857 verkaufte Joseph C. Gayetty, ein New Yorker Erfinder, erstmals Schachteln mit aloegetränktem „medizinischen Papier“. Ende des 19. Jahrhunderts kam in Amerika das erste Toilettenpapier auf Rollen auf den Markt.

### Außereuropäischer Raum
Dass eine feuchte Analreinigung zielführend und sinnvoll ist, nahm man auch im Orient vor ca. 1300 Jahren an. Gemäß der Lehre des Propheten Mohammed säuberte man sich nach dem Toilettengang mit Wasser und in Wasser getauchten Schwämmen, um Krankheiten in der Analregion zu vermeiden. Orientalische Nomadenvölker benutzen heute noch Sand zur Afterreinigung.
Neben dem arabischen Raum wird auch in Indien sowie in Teilen Südostasiens der After unter laufendem Wasser, meist aus einem Becher oder Schlauch, abgewaschen. Weil diese Aufgabe vor allem mit der linken Hand durchgeführt wird, gilt die linke Hand als unrein und beim Essen ohne Besteck (von der Hand in den Mund) wird auch bei Linkshändern nur die rechte Hand geduldet.
Bei südamerikanischen Kulturen wurde auch die eingeweichte, papierartige Außenhülle von Maiskolben verwendet, gelegentlich auch abgenagte Maiskolben.
Funde zeigten, dass Chinesen vor 2.000 Jahren ihr Gesäß mit Stöcken reinigten, die mit Tüchern umwickelt waren.  Die Chinesen verwendeten zudem als erstes Volk Papier auf der Toilette. Funde sowie Aufzeichnungen über den Gebrauch von rauem Papier bzw. Hanfpapier reichen bis ins 2. Jahrhundert zurück. Für den chinesischen Kaiser wurde im Jahr 1391 Toilettenpapier hergestellt. Schon bald schraubte das kaiserliche Versorgungsamt die Jahresproduktion auf 720.000 Blatt, wobei es sich um Lappen von einem halben Quadratmeter handelte. In den meisten Industrie- und Schwellenländern wird heute Toilettenpapier verwendet.
Vor allem bei Toiletten in Japan sind Dusch-WCs, eine Kombination aus WC und Bidet, mit beheizten Sitzen und warmem Spülwasser weit verbreitet. Nach der feuchten Reinigung wird warm geföhnt.

## Vorgang und Materialien
Eine gründliche Analhygiene ist wichtig, um Krankheiten und Reizungen durch Stuhlreste zu vermeiden. Dabei soll jedoch vermieden werden, die perianale Haut durch den Reinigungsprozess zu reizen. Am einfachsten lässt sich der Anus nach einem weichen, geformten Stuhl säubern. Ist das Darmmikrobiom und damit der Darm gesund, wird der Stuhl im Darm mit einer Schleimschicht überzogen und gleitet fast rückstandslos aus dem After.
In Europa hat sich seit Jahrhunderten die Trockenreinigung mit Toilettenpapier zur Reinigung des Afters durchgesetzt. Hauptgrund dafür ist, dass fließendes Wasser auf Toiletten nur selten verfügbar oder in Reichweite ist. Leider wird durch das trockene Papier der Reststuhl oft lediglich verwischt. Zusätzlich erfordern verschiedene anatomische Bedingungen wie Marisken, eine Schließmuskelschwäche oder ein Trichteranus eine besondere Reinigungsform. Auch eine starke Behaarung in der Aftergegend erschwert eine gründliche Analreinigung; in diesem Fall ist diese oft nur im Zuge des Duschvorganges bzw. Bades möglich.
Um ein Analekzem oder andere proktologische Erkrankungen durch verbleibende Stuhlreste zu verhindern, wird eine feuchte Reinigung empfohlen. Dabei ist vor allem lauwarmes Wasser als Reinigungsmittel zu bevorzugen. Eine beliebte Reinigungsmethode sind Feuchttücher. Aus proktologischer Sicht ist bei handelsüblichen Produkten jedoch Vorsicht geboten. Diese enthalten oftmals Duftstoffe und Konservierungsstoffe, die die natürliche Hautflora zerstören, die sensible Analhaut reizen und sogar Allergien auslösen können. Oft wird bei der Vliesherstellung kanzerogenes Formaldehyd verwendet sowie umweltschädliche Polyethylen- sowie Polypropylenfasern, damit die Tücher reißfest und geschmeidig sind. Empfohlen ist die Analreinigung mit Wasser in Bidets und Duschtoiletten, bei einem Duschgang sowie die Säuberung des Gesäßes bei fließendem Wasser am Badewannenrand. Spezielle Wasserschläuche für die Anal- und Intimreinigung auf normalen Toiletten werden „Bidet-Handbrause“ genannt. Als Reise-Bidet oder Po-Dusche werden Kunststoffflaschen bezeichnet, mit denen  die Reinigung mit Wasser unabhängig von Bidet oder Dusche möglich ist. Für die Intimhygiene nennt sich ein ähnliches Produkt „Peri-Flasche“. Gelegentlich wird diese Funktion durch eine Einweg-Kunststoffflasche improvisiert, in deren Deckel Löcher gebohrt werden.
Bei proktologischen Problemen wie Stuhlschmieren (Soiling) oder Stuhlinkontinenz wird auch eine „innere“ Reinigung des Afters empfohlen, um den späteren Austritt von Stuhlresten zu vermeiden bzw. zu reduzieren. Dafür haben sich mehrere Produkte etabliert, wie beispielsweise die Analdusche, die fallweise auch bei proktologischen Leiden wie Hämorrhoiden empfohlen wird. Dieses Produkt soll nicht mit Klistieren (bzw. Einläufen) und Duschaufsätzen verwechselt werden. Diese versprechen gegebenenfalls eine gründliche Darmreinigung, sind jedoch für das Darmbiom schädlich.
Im Weiteren gibt es einen Intimpflege-Stift zur Reinigung des inneren Analkanals. Damit wird ebenso verhindert, dass Stuhlreste später in die Aftergegend austreten können. Dieser Stift wird zusammen mit einem Öl oder Gel angewendet und ist darmschonend.
Ein wichtiger Punkt der Analhygiene ist eine gründliche und sanfte Trocknung, um ein Bakterienwachstum im ansonsten feuchten Milieu zwischen den Gesäßbacken zu verhindern. Also wird empfohlen, den analen Bereich nach der erfolgten Reinigung mit weichen Tüchern oder weichem Toilettenpapier zu trocknen. Dabei soll ein starkes Reiben vermieden werden, um die empfindliche Haut nicht zu verletzen.
Während manche Menschen eine Reinigung im Sitzen bevorzugen, stehen andere dazu auf. Bei der Säuberung der Analregion nach dem Stuhlgang ist die Wischrichtung von der Schambeinfuge hin zum Anus wichtig, um den Genitalbereich, vor allem Harnröhre oder Vagina, nicht mit Darmbakterien zu besiedeln, um eine dadurch mögliche Harnwegsentzündung oder akute bakterielle Prostatitis zu vermeiden.
Eine bessere Analhygiene kann auch durch eine Optimierung der Stuhlentleerung beispielsweise durch eine Ernährungsumstellung erreicht werden. Eine gesunde Ernährung mit ausreichender Ballaststoff- sowie Flüssigkeitszufuhr hat Auswirkungen auf Stuhlkonsistenz und -frequenz und kann die Kontaktzeit der Perianalregion mit Stuhlresten und Darmsekreten reduzieren.